# Skálafell (kulle i Island, Suðurland, lat 64,11, long -18,79)
Skálafell är ett berg i republiken Island. Det ligger i regionen Suðurland, 150 km öster om huvudstaden Reykjavík. Toppen på Skálafell är 787 meter över havet.
Trakten runt Skálafell är nära nog obefolkad, med mindre än två invånare per kvadratkilometer. Det finns inga samhällen i närheten. Trakten runt Skálafell består i huvudsak av gräsmarker.